# Космос-2215
Космос-2215 је један од преко 2400 совјетских вјештачких сателита лансираних у оквиру програма Космос.
Космос-2215 је лансиран са космодрома Плесецк, Русија, 20. октобра 1992. Ракета-носач Циклон-3 је поставила сателит у орбиту око планете Земље. Маса сателита при лансирању је износила 220 килограма. Космос-2215 је био комуникациони сателит.